# Ircinamina
La irciniamina es un alcaloide pirrólico aislado de una especie no identificada de esponja del género Ircinia. Es un polvo amorfo con actividad citotóxica. UV: [neutro]λmax242 (ε1270) (MeOH).